# Èbal (fill de Teló)
Segons la mitologia grega, Èbal (en grec antic Οίβαλος) va ser un heroi, fill de Teló i de la nimfa Sebetis.
Teló havia emigrat a Capri, on es va casar amb la nimfa, filla del déu-riu Sebet, vora la ciutat de Nàpols. Èbal hauria fundat el seu regne a Capri, però el seu fill va trobar l'illa massa petita i passà a la Campània, on va fundar un regne entre el riu Sarno i la ciutat de Nola. En tradicions més tardanes, Èbal figura com a aliat de Turnus contra Eneas.